# Arthez-d'Armagnac

Arthez-d'Armagnac este o comună în departamentul Landes din sud-vestul Franței. În 2009 avea o populație de 125 de locuitori.

## Evoluția populației
| An        | 1975 | 1982 | 1990 | 1999 | 2006 | 2009 |
| --------- | ---- | ---- | ---- | ---- | ---- | ---- |
| Populație | 179  | 142  | 93   | 102  | 125  | 125  |